# Femme dans le frigo
 (novembre 2024).
La femme dans le frigo (ou Women in Refrigerators) est un trope courant dans les comics. Le nom vient d'une page Internet créé en 1999 par la scénariste de comics Gail Simone. Proposant une liste de femmes personnages de bandes dessinées qui ont été blessées, tuées ou privées de leurs pouvoirs, simplement pour les besoins de l'histoire dans différents comics de super-héros, le site cherche à analyser pourquoi ce type de mécanisme scénaristique qui permet de faire avancer l'histoire est utilisé de manière disproportionnée sur les personnages féminins.
L'expression a été reprise par les courants féministes pour pointer du doigt le sexisme de l'industrie des comics, et partant de là, dans la culture populaire en général.

## Création de l'expression
L'expression « femmes dans le frigo » (Women in refrigerators) a été inventée par Gail Simone comme nom pour un site Internet publié au début de l'année 1999, suite à des discussions en ligne avec des amis à propos des bandes dessinées. Elle fait référence à un incident dans le numéro 54 de Green Lantern (1994), écrit par Ron Marz, au cours duquel Kyle Rayner, le héros-titre, rentre chez lui et découvre que sa petite amie, Alexandra DeWitt, a été tuée par le méchant Major Force, qui a ensuite enfermé le corps dans le réfrigérateur, jusqu'à ce que Rayner l'y trouve,. Simone et ses collègues ont alors développé une liste de « superhéroïnes qui ont été dépossédées de leurs pouvoirs, violées, ou découpées et coincées dans le réfrigérateur ». Elles ont en particulier recherché les cas où le personnage féminin était tout bonnement traité comme un mécanisme pour faire avancer le développement narratif d'un personnage masculin, au lieu d'être envisagé comme un personnage à part entière, possédant son propre développement,.
La liste a ensuite circulé sur Internet, par Usenet, par le Bulletin Board System, par e-mail, et par liste de diffusion. Gail Simone a aussi envoyé des courriers électroniques à beaucoup de créateurs de bandes dessinées directement pour qu'ils répondent à la liste[réf. nécessaire].
La liste est considérée comme « tristement célèbre » dans certains cercles de fans de bandes dessinées. Celles et ceux qui ont réagi ont souvent vu différentes significations à la liste elle-même, même si Simone a soutenu que tout ce qu'elle a toujours défendu était que « si on démolit la plupart des personnages que les filles apprécient, alors les filles ne vont pas lire de comics. C'est tout ! ». « Beaucoup d'héroïnes se font découper dans la cuisine. Il n'y a aucun accomplissement espéré par les filles là-dedans »,.
Le journaliste Beau Yarbrough a conçu et programmé le site original. John Bartol, artiste et chef d'entreprise, a participé au contenu. Robert Harris a contribué à la maintenance du site et à ses mises à jour avec un autre fan, John Norris. L'idée de mettre en ligne la liste originale est venue du développeur de logiciels Yason Yu, qui a également hébergé le site original.[pertinence contestée]

### Réaction des auteurs
Simone a reçu de nombreux messages de réponses par des fans de comics et des professionnels. Des réactions étaient neutres, d'autres encore positives.  John Byrne lui écrit ainsi : « Une triste liste, n'est-ce pas ? Une preuve supplémentaire de ce que j'ai toujours affirmé : trop d'auteurs (masculins) ne semblent capables que de penser à deux choses à faire avec des personnages féminins - les violer ou les mettre en cloque »,. Steve Englehart remarqua que « la plupart des comics sont lus par des adolescents mâles... et les adolescents mâles craignent les femmes puissantes »,. Marv Wolfman expliqua qu'il était plus simple de tuer une superhéroïne, car peu d'entre elles avaient leurs propres publications - que cela faisait d'elles des personnages dont on peut plus facilement se débarasser.
Mais Mark Waid eut une explication encore plus directe : « La plupart des hommes sont fans de comics parce que ce sont des misanthropes sociaux qui ne peuvent pas s'envoyer en l'air ou garder leurs copines et ça les fait chier à un moment donné. Il y a la fameuse - et vraie - anecdote sur une histoire de Hellcat, constituée principalement d'elle étant réduite en bouillie par un homme, une histoire PAR LA PLUS FOLLE DES COÏNCIDENCES qui fut écrite par un homme alors en plein milieu d'une procédure de divorce difficile. Je suis responsable de la mort de Ice. Mon choix, ma pire erreur dans les comics, mon plus grand regret. Je me souviens avoir demandé au rédacteur : « Qui est le membre de la JLA dont la mort susciterait la réaction instinctive la plus féroce de la part des lecteurs ? » Quel crétin. Mea culpa. »,
Ron Marz, l'auteur de l'épisode ayant justifié le nom du site, fit partie des réactions : « Pour moi, la vraie différence est moins entre liée à la différence entre masculin et féminin qu'entre le personnage principal et le personnage secondaire. Dans la plupart des cas, les personnages principaux, les personnages "titres" qui ont leurs propres albums, sont masculins... les personnages secondaires sont ceux qui subissent les tragédies les plus permanentes et les plus dévastatrices. Et beaucoup des personnages secondaires sont féminins »,[réf. à confirmer].
Toutefois, il y eut plus de réactions haineuses que réfléchies à la création de la liste, accusant Simone une volonté d'imposer un féminisme radical ou de vouloir ruiner l'industrie des comics.
Des débats sur la valeur de la liste sont ensuite apparus sur des sites de fans de comics au début 1999. Des discussions ont émergé concernant l'utilisation d'éléments scénaristiques mettant en scène des blessures, la mort ou la dépossession des pouvoirs des amis et des connaissances des héros de comics, ce uniquement afin de faire avancer le scénario.[réf. nécessaire]
Simone a publié beaucoup des réactions qu'elle a reçues sur le site[réf. à confirmer].
Plusieurs créateurs de comics ont précisé que la liste leur a permis de faire une pause afin de repenser aux histoires qu'ils créaient. Les réactions comprenaient également un débat pour ou contre l'utilisation de la mort de personnages féminins à des fins purement scénaristiques.[réf. nécessaire] Une liste de certaines réactions des professionnels des comics est incluse sur le site.

### Décongélation des hommes morts
Certains fans ont soutenu que beaucoup de personnages, peu importe leur sexe, finissent par revenir s'ils bénéficient d'une importance suffisante dans l'histoire ou d'une grande popularité parmi les lecteurs. Ainsi, des personnages de second voire de troisième plan (contrairement aux héros de première importance) sont plus susceptibles d'être tués définitivement, quelles que soient leurs caractéristiques. Les acolytes ont aussi tendance à se démarquer, en général. La mort de Robin II, et de Bucky, le faire-valoir de Captain America, ont été souvent cités comme des exemples de cette tendance dans les forums de discussions en ligne de Comic Book Resources, au moment du développement original du site Women in the Refrigerators[réf. nécessaire].
En réaction à ce mode de raisonnement, John Bartol, un des contributeurs du site, a écrit un article, « La décongélation des hommes morts » (« Dead Men Defrosting »). Il y soutient que lorsque les héros masculins sont tués ou blessés, ils reviennent typiquement à leur statu quo. Selon Bartol, quand il arrive quelque chose à un personnage féminin, dont l'état change alors, elle « n'a jamais la chance, comme c'est souvent le cas pour les héros masculins, de revenir à son état original d'héroïne. Et c'est là qu'on commence à voir la différence »[réf. à confirmer].

### Nouvel hébergement
Après 1999, la maintenance du site s'est à peu près arrêtée. Le nom de domaine original du site est passé entre plusieurs mains. Il en est resté un site d'archive. Fin 2005, le dernier détenteur du nom de domaine l'a laissé expirer. Le nom de domaine a ensuite été acquis par une société européenne de divertissement pour adultes. En 2010, le nom de domaine original et womeninrefrigerators.net ont expiré. Après plusieurs tentatives pour prendre contact avec le détenteur précédent, il a été enregistré par un concepteur et redirige vers le site officiel. Beau Yarbrough a ensuite enregistré un nouveau nom de domaine, unheardtaunts.com, et y a déposé le site original.[réf. nécessaire] Le contenu du site a ensuite été déplacé vers le site personnel de Beau Yarbrough.

## Exploitation de l'expression dans les médias